# 김희영 (조선인민회)
김희영(金羲榮, 일본식 이름: 金子政雄가네코 마사오, ? ~ ?)은 일제강점기 당시 톈진(天津, 천진)조선인민회와 톈진조선인의용대에서 활동했던 인물이다.

## 생애
생몰년과 본적지 등 정확한 신상에 대한 자료는 거의 남아 있지 않다. 1937년 7월 톈진조선인민회(朝鮮人民會) 이사로 선임되었다. 1937년 7월 23일부터 1939년까지 톈진일본의용대(日本義勇隊) 조선인특별반(朝鮮人特別班, 일명 톈진조선인의용대(朝鮮人義勇隊))의 조직과 활동에 적극 참여했다. 톈진조선인의용대는 중일 전쟁 당시 군수품 수송, 통역, 정보 수집, 조계 경비, 진지 구축, 교량 가설, 군연락 활동 등을 수행하는 등 일본군의 후방을 적극 지원했으며 중일 전쟁 당시에는 중국 북부에 주둔 중이던 일본군 사령부에 국방헌금을 헌납했던 단체였다.
1940년 톈진조선인민회 평의원(1940년 6월 15일)과 회장(1940년 6월 26일 ~ 1941년 3월 31일)을 역임했으며 같은 해 7월 광산업 경영에 참여했다. 2009년 친일반민족행위진상규명위원회가 발표한 친일반민족행위 705인 명단에 포함되었다.

## 참고자료
- 친일반민족행위진상규명위원회 (2009). 〈김희영〉. 《친일반민족행위진상규명 보고서 Ⅳ-4》. 서울. 798~805쪽.